# Леонов, Дмитрий Валерьевич (футболист)
Дми́трий Вале́рьевич Лео́нов (укр. Дмитро Валерійович Леонов; род. 6 ноября 1988, Евпатория, Крымская область) — украинский футболист, полузащитник.

## Игровая карьера
Воспитанник симферопольского Училища олимпийского резерва. Первой профессиональной командой Леонова был ялтинский «Ялос» в 2006 году. Далее футболист сменил 6 клубов низших дивизионов, но нигде не задерживался более чем на один сезон.
Весной 2011 года стал игроком белоцерковского «Арсенала». В этой команде задержался на три сезона. Был лидером команды. В этот период его просматривали клубы Премьер-лиги «Карпаты» и «Севастополь», проявляли интерес и другие команды. Осенью 2012 года у Арсенала возникли финансовые проблемы и Леонов принял решение покинуть клуб. Футболист имел предложения по первой лиге и одно предложение из клуба Премьер-лиги — «Кривбасса». Поехал в Кривой Рог, но остаться в этой команде не получилось. Из первой лиги оптимальными вариантами были «Александрия» и «Сталь». Леонов выбрал Алчевск.
В «Стали» надёжно закрепился в основном составе и заиграл на позиции правого хавбэка. Был быстр, остроумен и опасен. Удачно сыграл в важных матчах против ахтырчан и краматорчан. Под № 2 на позиции правого полузащитника вошёл в сборную Первой лиги сезона 2012/13 по версии портала Football.ua. За 2 сезона проведённые в Алчевске завоевал серебряные и бронзовые медали первой лиги.
Летом 2014 года перешёл в «Александрию». С этой командой стал победителем турнира первой лиги и 2 августа 2015 года в игре с харьковским «Металлистом» дебютировал в высшем дивизионе.
7 августа 2020 года был заявлен за «Крымтеплицу» выступающую в премьер-лиге КФС.

## Личная жизнь
Его младший брат Юрий (1996) — футболист, выступающий в чемпионате Крыма за клуб «Евпатория».